# Христо Ботев (квартал на Варна)
 Тази статия е за квартала на Варна.  За други значения вижте Ботев.  
Христо Ботев е квартал в южната част на Варна. Местните го наричат още "Колхозен пазар", тъй като един от най-популярните пазари в града се намира в квартала. Намира се южно от бул. „Владислав Варненчик“ и граничи с Максуда. Застроен е предимно с къщи и нови 4 – 5-етажни кооперации. Основната автобусна линия, минаваща през квартала, е N 39. Квартал „Христо Ботев“ е на около 15 – 20 минути пеша от Център. В „Христо Ботев“ се намира едно средно училище – СОУ Елин Пелин, детска градина „Христо Ботев“ и 5-а градска поликлиника.

## Личности
- Филип Киркоров, певец
- Ивайло Маринов, боксьор